# Siebenbürgisch-Deutsches Wochenblatt

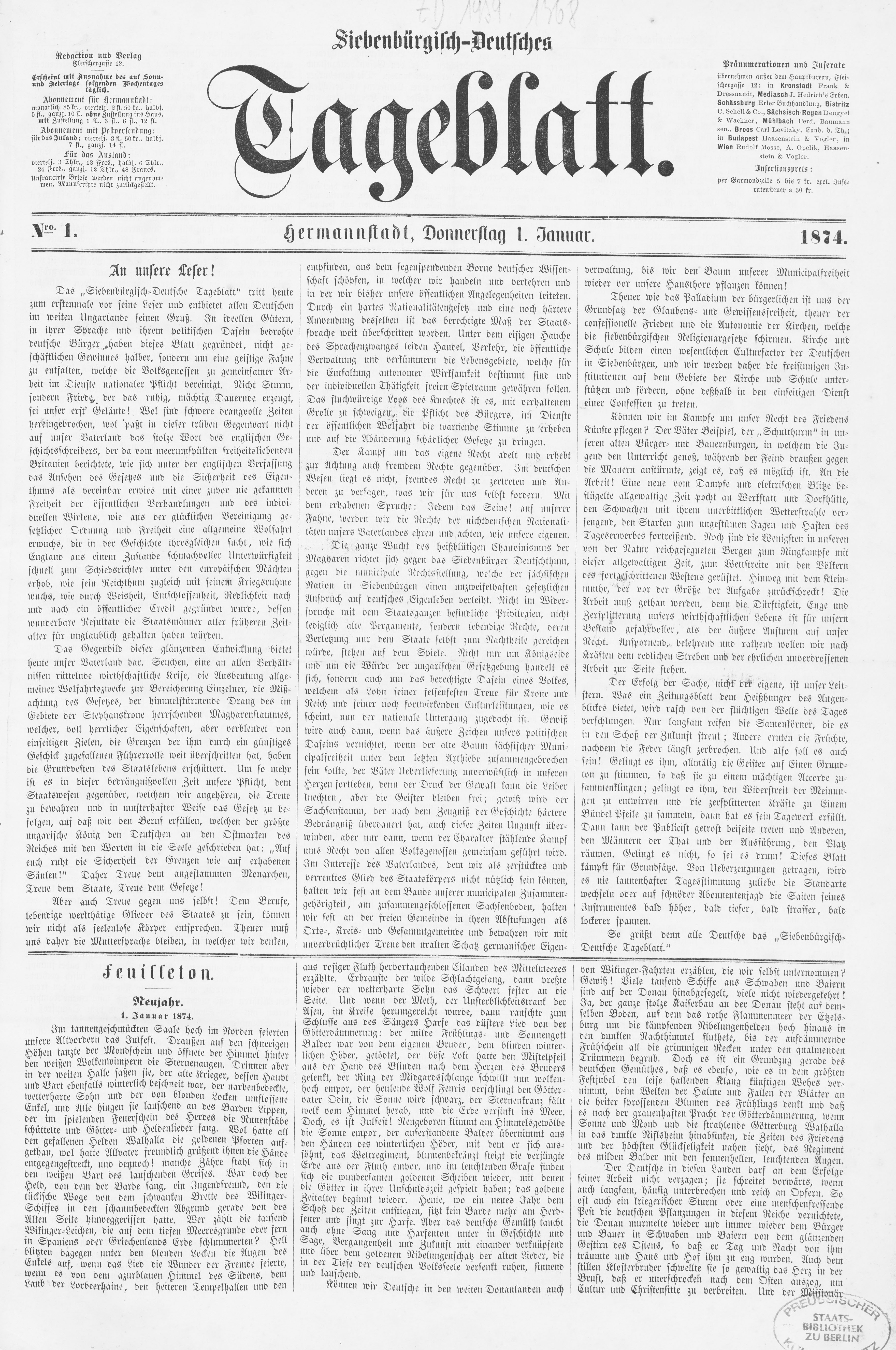
Siebenbürgisch-Deutsches Tageblatt (1 ianuarie 1874)

Siebenbürgisch-Deutsches Wochenblatt („Foaia săptămânală transilvăneană germană“) a fost o publicație care a apărut în Sibiu începând cu anul 1868. Din anul 1874 a apărut zilnic sub numele Siebenbürgisch-Deutsches Tageblatt. În perioada interbelică i-a fost adăgat subtitlul Allgmeine Volkszeitung für das Deutschtum in Rumänien (Ziar general popular pentru germanii din România).
Publicația a fost scoasă de Franz Gebbel, în 1868, inițial cu apariție săptămânală (miercurea).
În ianuarie 1874 Carl Wolff i-a schimbat denumirea în Siebenbürgisch-Deutsches Tageblatt, devenind astfel primul ziar din Transilvania cu apariție zilnică.
Redactor șef a fost Carl Wolff, iar redactori Ludwig Fritsch, Emil Neugeboren și Hermann Plattner. Ziarul era tipărit la tipografia lui Josef Drotleff. Începând cu anul 1880 Emil Sigerus, funcționar, apoi director al Asociației de Asigurări “Transsylvania”, a fost și redactor la ziarul Siebenbürgisch–Deutsches Tageblatt din Sibiu.
Ziarul nu a apărut între noiembrie 1918 și aprilie 1920.
Din aprilie 1920 a apărut cu același titlu până la 15 martie 1941, când și-a schimbat denumirea în Südost Deutsche Tageszeitung (Ziarul german de sud-est) grafiat și Südostdeutsche Tageszeitung sau Suedostdeutsche Tageszeitung (SODTZ) (aceeași denumire pe care național-socialiștii o dăduseră la 1 aprilie 1939 unui ziar apărut în Austria, la Graz), fiind transformat în organ al Grupului Etnic German din România. Și-a încetat apariția la 11 septembrie 1944, când a apărut ultimul număr.
La 9 ianuarie 1944, cu ocazia împlinirii a 70 de ani de la înființarea publicației, Joseph Goebbels i-a transmis ziarului "cele mai calde urări ale sale, dorindu-i ca și pe viitor să-și îndeplinească misiunea importantă de a prezenta modul de viață german și de a fi un mijlocitor între populația germană de pretutindeni și poporul român".
Datorită tirajului mare și a înăbușirii presei libere, Südostdeutsche Tageszeitung ajunsese să aibă aproape monopolul ca formator de opinie și a fost cea mai importantă sursă de informare a germanilor din România. Ca urmare a măsurilor luate de autoritățile române după Lovitura de stat de la 23 august 1944, înainte de a fi definitiv desființat, ziarul Südostdeutsche Tageszeitung a apărut câteva zile fără conținut politic. După închiderea ziarului, senatorul Hans Otto Roth, opozant al naziștilor, a continuat alte câteva zile să scoată publicația cu titlul Siebenbürgisch-Deutsches Tageblatt, având o nouă echipă redacțională, după care ziarul a dispărut definitiv.
Între anii 1929-30 secretar de redacție a fost Erwin Wittstock. În perioada 1937-1944 redactor la acest ziar a fost și Hans Hartl. Printre colaboratori s-au aflat și Harald Krasser (1935-1944),  Fred Fakler.
Între alții, a debutat în Siebenbürgisch-Deutsches Tageblatt și Wolf Aichelburg.
Biblioteca Brukenthal, secție a Muzeului Brukenthal, păstrează în colecția sa de periodice și calendare și colecția publicației Siebenbürgisch-Deutsches Tageblatt.